# 拉多米尔·科科维奇
拉多米尔·科科维奇（1987年1月31日—）是一名退役的塞尔维亚足球运动员，司职防守中场。

## 球员生涯
科科维奇曾在美国洛约拉马利蒙特大学就读，并加入大学校队参加美国大学足球联赛。2007年夏季，他回到塞尔维亚，加盟家乡球队FK克拉列沃半个赛季，并于12月转投塞尔维亚足球超级联赛球队FK拉德。2010/11赛季，他曾担任球队队长。
2011年3月23日，他租借加盟中国足球超级联赛球队长春亚泰三个月。 租借合同结束后，长春亚泰并没有选择续租，科科维奇回归FK拉德。
2012年，加盟塞尔维亚足球超级联赛球队克鲁舍瓦茨进步，2014年加盟塞尔维亚足球甲级联赛球队泽蒙。

## 教练生涯
2016年，执教上海聚运动。